# Jan Kot
Jan Kot, O.M.I. (10 de maio de 1962) é um bispo católico polonês, nomeado bispo da Diocese de Zé Doca.

## Biografia
Emitiu os votos religiosos em 8 de setembro de 1986 na Congregação dos Missionários Oblatos de Maria Imaculada e foi ordenado sacerdote em 20 de junho de 1992.
Chegou a estudar engenharia civil. Estudou filosofia e teologia nos Seminários dos Oblatos de Maria Imaculada na Polônia. Obteve a Licenciatura em História da Igreja na Universidade Rybnik, na Polônia. Em 1994, foi destinado para as missões no Brasil.
De 1995 a 2000, atuou como vigário e administrador na paróquia São José, em Jussaral, município de Cabo de Santo Agostinho. De 2000 a 2005, foi administrador da paróquia Nossa Senhora Aparecida e São João Batista, em Vitória de Santo Antão. De 2006 a 2013 foi pároco da paróquia Sagrado Coração de Maria, em Campo Alegre do Fidalgo, diocese de São Raimundo Nonato. Em 2013, assumiu a recém criada paróquia de Nossa Senhora de Fátima, em Capitão Gervásio Oliveira.
Foi nomeado bispo de Zé Doca em 23 de julho de 2014, pelo Papa Francisco.